# Phyllophaga callosiventris
Phyllophaga callosiventris är en skalbaggsart som beskrevs av Moser 1921. Phyllophaga callosiventris ingår i släktet Phyllophaga och familjen Melolonthidae. Inga underarter finns listade i Catalogue of Life.